# Donia Samir Ghanem
Donia Samir Ghanem (in arabo دنيا سمير يوسف غانم‎?; Il Cairo, 1º dicembre 1985) è un'attrice e cantante egiziana.

## Biografia
Donia Samir Ghanem (in arabo دنيا سمير يوسف غانم‎?) è nata al Cairo nel 1985, da una nota coppia di comici egiziani, l'attore Samir Ghamen (1937-2021) e l'attrice Dalal Abdelaziz (1960-), ed è la sorella maggiore dell'attrice Emmy Sameer Ghanem (1987-).
Donia Samir Ghanem è sposata con il presentatore televisivo egiziano Ramy Radwan (1975-) e hanno una figlia di nome Kayla.

### Carriera
Donia Samir Ghamen ha iniziato la sua carriera nel 2001 all'età di 16 anni. Ha all'attivo film, serie televisive e programmi di intrattenimento vari. Donia è anche cantante, doppiatrice e imitatrice.

### Filmografia
- 2015 "Shad Ajza'a"
- 2011 "X-Large"
- 2011 "365 Youm Saada"
- 2010 "La Tarago Wa La Esteslam"
- 2009 "Ezbet Adam"
- 2009 "Teer Enta"
- 2009 "El Farah"
- 2008 "Cabaret"
- 2005 "Ya Ana ya Khalty"
- 2002 "Raman Amad Edeen"
- 1995 "Emra'a w Emra'a"

### Serie Televisive
- 2019 "Badal El Hadouta 3"
- 2017 "Fi Al La La Land"
- 2016 "Nelly w Sherihan"
- 2015 "The X Factor Arabia"[9]
- 2015 "Lahfa"
- 2010 "Al Kabeer
- 2006 "Ahzan Mariam""
- 2005 "Ahlam El Banat"
- 2004 "Abbas al Aabiad fi al Yawm al Aswad"
- 2001 "Lel Ada'ala Wogoh Kathira"

### Radio e doppiaggio
- 2016 "Meen Ma'aya" (radio)
- 2013 "Amir w Rehlet Asatir" (cartone animato)
- 2013 "Ahlam Saida" (radio)
- 2005 "Aelet Ostaz Amir" (cartone animato)

### Canzoni
- 2016 "Hekaya Wahda"
- 2014 "Wahda Tania Khales"
- 2013 "Bet Saidiya"

## Premi
- 2010, Premio Horus migliore attrice[6] per il film "El Farah", al Cairo National Festival for Egyptian Cinema.